# Region Südwest (Little League Baseball World Series)
Die Region Südwest ist eine von zehn Regionen in den Vereinigten Staaten, welche Teilnehmer an die Little League Baseball World Series, das größte Baseball-Turnier für Jugendliche, entsendet. Die Region Südwest nimmt schon seit 1957 an diesem Turnier teil, damals noch unter der Bezeichnung Region Süd. Als sich 2001 das Teilnehmerfeld verdoppelt hatte, wurde die Region Süd in die Regionen Südost und Südwest aufgeteilt.

## Teilnehmende Staaten

Teilnehmer der Region Südwest

In dieser Region nehmen acht Mannschaften aus sieben US-Staaten teil:
- Arkansas
- Colorado
- Louisiana
- Mississippi
- New Mexico
- Oklahoma
- Osttexas
- Westtexas

## Regionale Meisterschaften

### Golfstaaten
2001 wurde die Region kurzzeitig als Golfstaaten bezeichnet, statt Colorado und New Mexico spielten in dieser Gruppe Alabama und Tennessee.
Die jeweilige Gewinnermannschaft der regionalen Meisterschaft ist grün markiert.
| Jahr | Alabama                           | Arkansas                  | Louisiana                          | Mississippi               | Oklahoma              | Tennessee                      | Texas                                     |
| ---- | --------------------------------- | ------------------------- | ---------------------------------- | ------------------------- | --------------------- | ------------------------------ | ----------------------------------------- |
| 2001 | Huntsville National LL Huntsville | Benton National LL Benton | South Lake Charles LL Lake Charles | Biloxi National LL Biloxi | Grove Sports LL Grove | Donelson American LL Donnelson | Oak Ridge Woodlands Area LL The Woodlands |

### Südwest
2002 wurde die Gruppe umbenannt. Colorado und New Mexico ersetzten Alabama und Tennessee, zusätzlich wurde Texas in zwei Teams aufgeteilt damit die Gruppe acht Mannschaften besitzt.
Die jeweiligen Gewinnermannschaften der regionalen Meisterschaften sind in grün markiert.
| Jahr | Arkansas                                      | Colorado                                      | Louisiana                                     | Mississippi                                   | New Mexico                                    | Oklahoma                                      | Osttexas                               | Westtexas                               |
| ---- | --------------------------------------------- | --------------------------------------------- | --------------------------------------------- | --------------------------------------------- | --------------------------------------------- | --------------------------------------------- | -------------------------------------- | --------------------------------------- |
| 2002 | Benton National LL Benton                     | North Boulder LL Boulder                      | South Lake Charles LL Lake Charles            | Ocean Springs LL Ocean Springs                | Noon Optimist LL Roswell                      | Tulsa National LL Tulsa                       | First Colony LL Sugar Land             | Fort Worth Westside LL Fort Worth       |
| 2003 | Bryant National LL Bryant                     | Academy LL Grand Junction                     | South Lake Charles LL Lake Charles            | PYAA LL Picayune                              | Artesia LL Artesia                            | Tulsa National LL Tulsa                       | Lamar National LL Richmond             | Jim Parker LL Odessa                    |
| 2004 | Bryant Athletic LL Bryant                     | Academy LL Grand Junction                     | South Lake Charles LL Lake Charles            | Ocean Springs LL Ocean Springs                | Shorthorn LL Carlsbad                         | John Hess LL Tulsa                            | Lamar National LL Richmond             | McAllister Park LL San Antonio          |
| 2005 | Bryant Athletic LL Bryant                     | Academy LL Grand Junction                     | Lafayette LL Lafayette                        | Biloxi LL Biloxi                              | Eastdale LL Albuquerque                       | Tulsa National LL Tulsa                       | Washington County LL Washington County | Del Mar LL Laredo                       |
| 2006 | Mountain Home LL Mountain Home                | Academy LL Grand Junction                     | South Lake Charles LL Lake Charles            | D’Iberville LL D’Iberville                    | Shorthorn LL Carlsbad                         | Northeastern Oklahoma LL Ottawa County        | Groves National LL Groves              | Lubbock Western LL Lubbock              |
| 2007 | Benton National LL Benton                     | Monument LL Grand Junction                    | Lafayette LL Lafayette                        | Ocean Springs LL Ocean Springs                | Noon Optimist LL Roswell                      | Tulsa National LL Tulsa                       | Tomball LL Tomball                     | Lubbock Western LL Lubbock              |
| 2008 | White Hall LL White Hall                      | Grand Mesa LL Grand Junction                  | South Lake Charles LL Lake Charles            | Ocean Springs LL Ocean Springs                | Eastdale LL Albuquerque                       | Tulsa National LL Tulsa                       | Lamar American LL Richmond             | Lubbock Southwest LL Lubbock            |
| 2009 | White Hall LL White Hall                      | Grand Mesa LL Grand Junction                  | South Lake Charles LL Lake Charles            | Biloxi LL Biloxi                              | Eastdale LL Albuquerque                       | Tulsa LL Tulsa                                | Bridge City LL Bridge City             | McAllister Park LL San Antonio          |
| 2010 | Arkadelphia LL Arkadelphia                    | Orchard Mesa LL Grand Junction                | Lincoln Parish LL Ruston                      | Ocean Springs LL Ocean Springs                | Altamont LL Albuquerque                       | Tulsa American LL Tulsa                       | Pearland White LL Pearland             | Eagle Pass American LL Eagle Pass       |
| 2011 | White Hall LL White Hall                      | North Boulder LL Boulder                      | Lafayette LL Lafayette                        | Ocean Springs LL Ocean Springs                | Altamont LL Albuquerque                       | Pittsburg County LL Krebs                     | Pearland Maroon LL Pearland            | North Midland LL Midland                |
| 2012 | White Hall LL White Hall                      | Monument LL Grand Junction                    | South Lake Charles LL Lake Charles            | D’Iberville LL D’Iberville                    | Petroglyph LL Albuquerque                     | Northeast Oklahoma LL Ottawa County           | Lufkin LL Lufkin                       | McAllister Park National LL San Antonio |
| 2013 | Malvern LL Malvern                            | North Boulder LL Boulder                      | Bossier National LL Bossier City              | Ocean Springs LL Ocean Springs                | Fairacres LL Las Cruces                       | Tulsa LL Tulsa                                | Pearland Maroon LL Pearland            | Universal LL Corpus Christi             |
| 2014 | Pine Bluff Western LL Pine Bluff              | North Boulder LL Boulder                      | South Lake Charles LL Lake Charles            | Biloxi LL Biloxi                              | Eastdale LL Albuquerque                       | Pittsburg County LL McAlester                 | Pearland East LL Pearland              | Northside Suburban LL San Antonio       |
| 2015 | Pine Bluff Western LL Pine Bluff              | North Boulder LL Boulder                      | Eastbank LL Jefferson Parish                  | Oktibbeha/ Winston LL Starkville              | Paradise Hills LL Albuquerque                 | Tulsa National LL Tulsa                       | Pearland West LL Pearland              | Northside Suburban LL San Antonio       |
| 2016 | Bryant LL Bryant                              | North Boulder LL Boulder                      | South Lake Charles LL Lake Charles            | Starkville LL Starkville                      | Eastdale LL Albuquerque                       | Tulsa National LL Tulsa                       | Pearland East LL Pearland              | McAllister Park American LL San Antonio |
| 2017 | White Hall LL White Hall                      | Academy LL Colorado Springs                   | Eastbank LL River Ridge                       | Starkville LL Starkville                      | Eastdale LL Albuquerque                       | Tulsa National LL Tulsa                       | Lufkin LL Lufkin                       | McAllister Park American LL San Antonio |
| 2018 | White Hall LL White Hall                      | Academy LL Colorado Springs                   | South Lake Charles LL Lake Charles            | Franklin County LL Meadville                  | Shorthorn LL Carlsbad                         | Tulsa National LL Tulsa                       | Post Oak LL Houston                    | East Brownsville LL Brownsville         |
| 2019 | White Hall LL White Hall                      | Academy LL Colorado Springs                   | Eastbank LL River Ridge                       | Starkville LL Starkville                      | Shorthorn LL Carlsbad                         | Tulsa National LL Tulsa                       | Post Oak LL Houston                    | Midland Northern LL Midland             |
| 2020 | Nicht ausgetragen wegen der COVID-19-Pandemie | Nicht ausgetragen wegen der COVID-19-Pandemie | Nicht ausgetragen wegen der COVID-19-Pandemie | Nicht ausgetragen wegen der COVID-19-Pandemie | Nicht ausgetragen wegen der COVID-19-Pandemie | Nicht ausgetragen wegen der COVID-19-Pandemie |                                        |                                         |
| 2021 | Junior Deputy LL Little Rock                  | North Boulder LL Boulder                      | Lafayette LL Lafayette                        | Starkville LL Starkville                      | Sunset LL Rio Rancho                          | Tulsa National LL Tulsa                       | Needville LL Needville                 | Wylie LL Abilene                        |

## Resultate an den Little League World Series

### Nach Jahr
| Jahr | Mannschaft                                    | Stadt                                         | Klassierung                                   | W-L                                           |
| ---- | --------------------------------------------- | --------------------------------------------- | --------------------------------------------- | --------------------------------------------- |
| 2001 | South Lake Charles LL                         | Lake Charles                                  | Gruppenphase                                  | 1–2                                           |
| 2002 | Westside LL                                   | Fort Worth                                    | US Halbfinale                                 | 2–2                                           |
| 2003 | Lamar National LL                             | Richmond                                      | US Halbfinale                                 | 2–2                                           |
| 2004 | Lamar National LL                             | Richmond                                      | 3. Platz                                      | 5–1                                           |
| 2005 | Lafayette LL                                  | Lafayette                                     | US Halbfinale                                 | 2–2                                           |
| 2006 | South Lake Charles LL                         | Lake Charles                                  | Gruppenphase                                  | 1–2                                           |
| 2007 | Lubbock Western LL                            | Lubbock                                       | 3. Platz                                      | 4–1                                           |
| 2008 | South Lake Charles LL                         | Lake Charles                                  | 4. Platz                                      | 3–3                                           |
| 2009 | McAllister Park American LL                   | San Antonio                                   | 4. Platz                                      | 4–2                                           |
| 2010 | Pearland White LL                             | Pearland                                      | 4. Platz                                      | 3–3                                           |
| 2011 | Lafayette LL                                  | Lafayette                                     | Runde 2                                       | 1–2                                           |
| 2012 | McAllister Park National LL                   | San Antonio                                   | US Halbfinale                                 | 2–2                                           |
| 2013 | Universal LL                                  | Corpus Christi                                | Runde 1                                       | 1–2                                           |
| 2014 | Pearland East LL                              | Pearland                                      | Runde 3                                       | 2–2                                           |
| 2015 | Pearland West LL                              | Pearland                                      | 3. Platz                                      | 4–2                                           |
| 2016 | McAllister Park American LL                   | San Antonio                                   | Runde 1                                       | 0-3                                           |
| 2017 | Lufkin LL                                     | Lufkin                                        | 2. Platz                                      | 4-2                                           |
| 2018 | Post Oak LL                                   | Houston                                       |                                               |                                               |
| 2019 | Eastbank LL                                   | River Ridge                                   | Weltmeister                                   | 6-1                                           |
| 2020 | Nicht ausgetragen wegen der COVID-19-Pandemie | Nicht ausgetragen wegen der COVID-19-Pandemie | Nicht ausgetragen wegen der COVID-19-Pandemie | Nicht ausgetragen wegen der COVID-19-Pandemie |
| 2021 | Lafayette LL                                  | Lafayette                                     | Runde 2                                       | 1-2                                           |
| 2021 | Wylie LL                                      | Abilene                                       | Runde 4                                       | 3-2                                           |

*Wegen der COVID-19-Pandemie lud Little League International keine internationalen Mannschaften zum LLWS 2021 ein. Anstelle dessen wurden die zwei obersten US-Mannschaften jeder Region qualifiziert.

 Stand nach den Little League World Series 2021

### Nach Staat
| Staat       | Südwest Meisterschaften | W-L an den LLWS | %    |
| ----------- | ----------------------- | --------------- | ---- |
| Texas       | 14                      | 37-28           | .569 |
| Louisiana   | 7                       | 15-14           | .517 |
| Arkansas    | 0                       | 0–0             | –    |
| Colorado    | 0                       | 0–0             | –    |
| Mississippi | 0                       | 0–0             | –    |
| New Mexico  | 0                       | 0–0             | –    |
| Oklahoma    | 0                       | 0–0             | –    |
| Gesamt      | 20                      | 52-42           | .553 |

 Stand nach den Little League World Series 2021